# Trường Trung học cơ sở Mộc Lỵ
Trường Trung học cơ sở Mộc Lỵ là một trường trung học cơ sở công lập của tỉnh Sơn La được ký quyết định thành lập năm 1960.

## Lịch sử
Trường Trung học cơ sở Mộc Lỵ tiền thân là trường liên cấp Tiểu học và Trung học cơ sở Mộc Lỵ ở thị trấn Mộc Châu được thành lập năm học 1960 - 1961 ở gần trung tâm huyện Lỵ nay thuộc tiểu khu 11 thị trấn Mộc Châu. Năm học 1964 - 1965 trường chuyển địa điểm về khu đầu nguồn nước (truờng PTDT Nội trú thuộc Tiểu khu 3 hiện nay), đổi tên thành trường Ba đảm đang. Tháng 8/1965, nhà trường sơ tán chiến tranh chuyển vào khu rừng thông Bản Áng nay là khu du lịch sinh thái Bản Áng Mộc Châu. Năm học 1966 - 1967 trường chuyển ra khu Huyện uỷ - Huyện Mộc Châu nay thuộc tiểu khu 2 - thị trấn Mộc Châu. Trường đổi tên thành trường trung học Cơ sở Mộc Lỵ. Năm học 1975 - 1976, trường chuyển địa điểm ra khu chân dốc kilômét 75 - thị trấn Mộc Châu nay thuộc Tiểu khu 4 - thị trấn Mộc Châu. Tháng 9/1982, trường trung học Cơ sở Mộc Lỵ sát nhập với trường cấp 1 Mộc Lỵ trong địa bàn đổi tên thành trường PTCS Mộc Lỵ. Tháng 9/1989 trường PTCS Mộc Lỵ tách thành 2 trườngtrường Trung học cơ sở Mộc Lỵ và trường Tiểu học Mộc Lỵ. Ngày 17/11/2010 nhà trường chuyển & tiếp nhận cơ sở vật chất của trường PTTH Mộc Lỵ. Thuộc tiểu khu 3 - thị trấn Mộc Châu. Ngày 20 tháng 8 năm 2018 của Chủ tịch ủy ban nhân dân huyện Mộc châu về việc thành lập trường Trung học cơ sở Mộc Lỵ trên cơ sở sáp nhập trường Trung học cơ sở Lê Quý Đôn với trường Trung học cơ sở Mộc Lỵ.

## Danh hiệu
- Bằng khen của Chủ tịch tỉnh Sơn La[4]
- Bằng khen của của Bộ trưởng bộ Giáo dục và Đào tạo[4]
- Bằng khen của Thủ tướng chính phủ[4]
- Huân chương lao động hạng Ba (2012 - 2013)[4]